# La Maison et le Monde (film)
Pour plus de détails, voir Fiche technique et Distribution.
La Maison et le Monde (Ghare-Baire) est un film indien réalisé par Satyajit Ray, en 1984.
Le scénario est tiré du roman éponyme de Rabindranath Tagore, publié en 1916.

## Synopsis
En 1905, la société indienne est en crise. Le gouverneur général des Indes, s'appuyant sur l'antagonisme entre Hindous et Musulmans, divise le Bengale en deux, afin de mieux pouvoir perturber l'économie locale et importer des produits anglais.
Sandip et Nikhil, deux amis appartenant à l'intelligencia bourgeoise bengalaise, boycottent cette politique et tentent, chacun à sa façon, de faire avancer la situation.
Sandip, fervent nationaliste, électrise les foules grâce à ses dons d'orateur. Il pousse à la violence et n'hésite pas lui-même à fréquenter des chemins douteux.
Nikhil, pacifiste indépendantiste, souhaite que l'Inde développe ses propres manufactures afin que les Indiens puissent vivre de leur travail sans avoir à subir l'implacable concurrence anglaise. Il prône la modération pour ce qui est des tensions religieuses.  Contrairement à son ami Sandip, il ne rejette pas tout ce qui est de provenance anglaise. Il apprécie d'ailleurs certains aspects progressistes de cette culture qu'il souhaiterait voir appliquer à sa société.
Entre ces deux hommes, Bimala, l'épouse de Nikhil. Ce dernier souhaite intégrer sa femme à la bonne société ; il lui donne accès à l'éducation, à commencer par des cours d'anglais. Puis il n'hésite pas à la faire rentrer dans des sphères de réflexions traditionnellement réservées aux hommes.
Bimala, déchirée entre tradition et modernité, accepte de rencontrer Sandip, mais de cette rencontre naîtra une fascination dévorante qui bouleversera la jeune femme.

## Fiche technique
Sauf indication contraire, les informations mentionnées dans cette section peuvent être confirmées par la base de données cinématographiques IMDb,  présente dans la section « Liens externes ».
- Titre original : Ghare-Baire
- Titre français : La Maison et le Monde
- Réalisation : Satyajit Ray
- Scénario : Satyajit Ray, adapté du roman de Rabindranath Tagore
- Musique : Satyajit Ray
- Photographie : Soumendu Roy
- Montage : Dulal Dutta
- Décors : Ashoke Bose
- Production : Anil Chowdhury
- Pays de production :  Inde
- Langue originale : bengali
- Format : couleur — 35 mm — son mono
- Genre : drame
- Durée : 140 minutes
- Dates de sortie :
  - France : 22 mai 1984 (Festival de Cannes) ; 17 avril 1985 (sortie nationale)
  - Inde : 4 janvier 1985

## Distribution
- Soumitra Chatterjee : Sandip Mukherjee
- Victor Banerjee : Nikhilesh Choudhury
- Swatilekha Sengupta (en) : Bimala Choudhury
- Gopa Aich : la belle-sœeur
- Jennifer Kendal : Madame Gilby (aka Jennifer Kapoor)
- Manoj Mitra : Headmaster
- Indrapramit Roy : Amulya
- Bimala Chatterjee : Kulada

## Analyse

### Structure du film
La structure narrative du film se base sur le rapport qu'entretiennent les personnages avec leur contexte historique. Le titre même, La Maison et le Monde, est assez explicite en ce sens.
La Maison devient la métonymie du cercle familial et de la sphère des sentiments, le Monde désigne le contexte socio-politique, c'est l'espace du logos mais aussi celui de l'inconnu et du danger.  Cette construction en contrepoint intègre progressivement la crise jusqu'à son paroxysme.

On retrouve ce système de contrepoint, ou plutôt d'effet miroir, entre les deux héros masculins. Chacun incarnant, pour une cause similaire, un mode d'action antagoniste.
Sandip correspond davantage à la figure du démagogue qui n'hésite pas à utiliser la corruption. Célibataire et sans foyer, il a un caractère plutôt instable.
Nikhil quant à lui, n'use pas des discours publics. D'apparence passive, il n'en est pas moins engagé et d'une extrême compassion. Marié et propriétaire d'un foyer, il fait figure d'homme intègre et stable.
Les deux hommes sont cependant fortement liés par leur engagement commun pour l'indépendance de l'Inde, ainsi que par leur attachement pour Bimala.
Une grande partie du film est retranscrite du point de vue de Bimala, pris par le prisme des sentiments. Cette dernière doit choisir entre l'attachement qu'elle porte à son mari et la passion qu'elle entretient pour Sandip. Elle est également amenée à juger leur position politique.
La représentation du désir est un leitmotiv dans le cinéma de Satyajit Ray.

## Distinctions
- Ce film faisait partie de la sélection officielle au festival de Cannes 1984.